# Biserica de lemn „Sfântul Alexandru de Svir” din Cricova
Biserica de lemn „Sfântul Alexandru de Svir” este un lăcaș de cult ortodox aflat pe strada Chișinăului nr. 18 din orașul Cricova, municipiul Chișinău, Republica Moldova. Ridicată integral din bârne masive de stejar, biserica este considerată cea mai mare biserică de lemn de stejar din țară. 

## Istoric
Piatra de temelie a fost sfințită la 18 iulie 2016, lucrările fiind realizate de meșteri consacrați din Maramureș și coordonate de parohul Andrei Percic. Prima Sfântă Liturghie a fost oficiată în demisolul clădirii la 4 ianuarie 2017, eveniment ce a marcat deschiderea oficială a noului așezământ.
Construcția propriu-zisă s-a întins pe parcursul a cinci ani (2016-2021), iar sfințirea bisericii și a prestolului au avut loc la 12 septembrie 2021. În iulie 2024 parohia a trecut de la Mitropolia Moldovei la Mitropolia Basarabiei (Patriarhia Română), la cererea comunității locale.

## Arhitectură
Lăcașul este construit din bârne de stejar provenite din codrii Moldovei, îmbinate în stil tradițional maramureșean, cu o turlă zveltă amplasată deasupra pridvorului. Planul este dreptunghiular, cu altar poligonal la răsărit și un pridvor deschis la vest. În interior se remarcă iconostasul sculptat manual și pictura în stil neo-bizantin. În 2021 au fost aduse spre venerare o părticică din moaștele Sfântului Alexandru de Svir, precum și două icoane făcătoare de minuni – „Maica Domnului de la Ierusalim” și „Sfânta Fericită Matrona”.

## Comunitate
Parohia desfășoară activități caritabile pentru persoanele vulnerabile din Cricova și organizează o școală duminicală pentru copii. După afilierea la Mitropolia Basarabiei, biserica a devenit un centru local de pelerinaj și dialog interparohial.

## Patrimoniu
Prin dimensiunile sale și prin execuția exclusiv din stejar, biserica este considerată un reper al renașterii arhitecturii eclesiastice din lemn în Republica Moldova și un potențial obiectiv de patrimoniu cultural național.

## Galerie de imagini

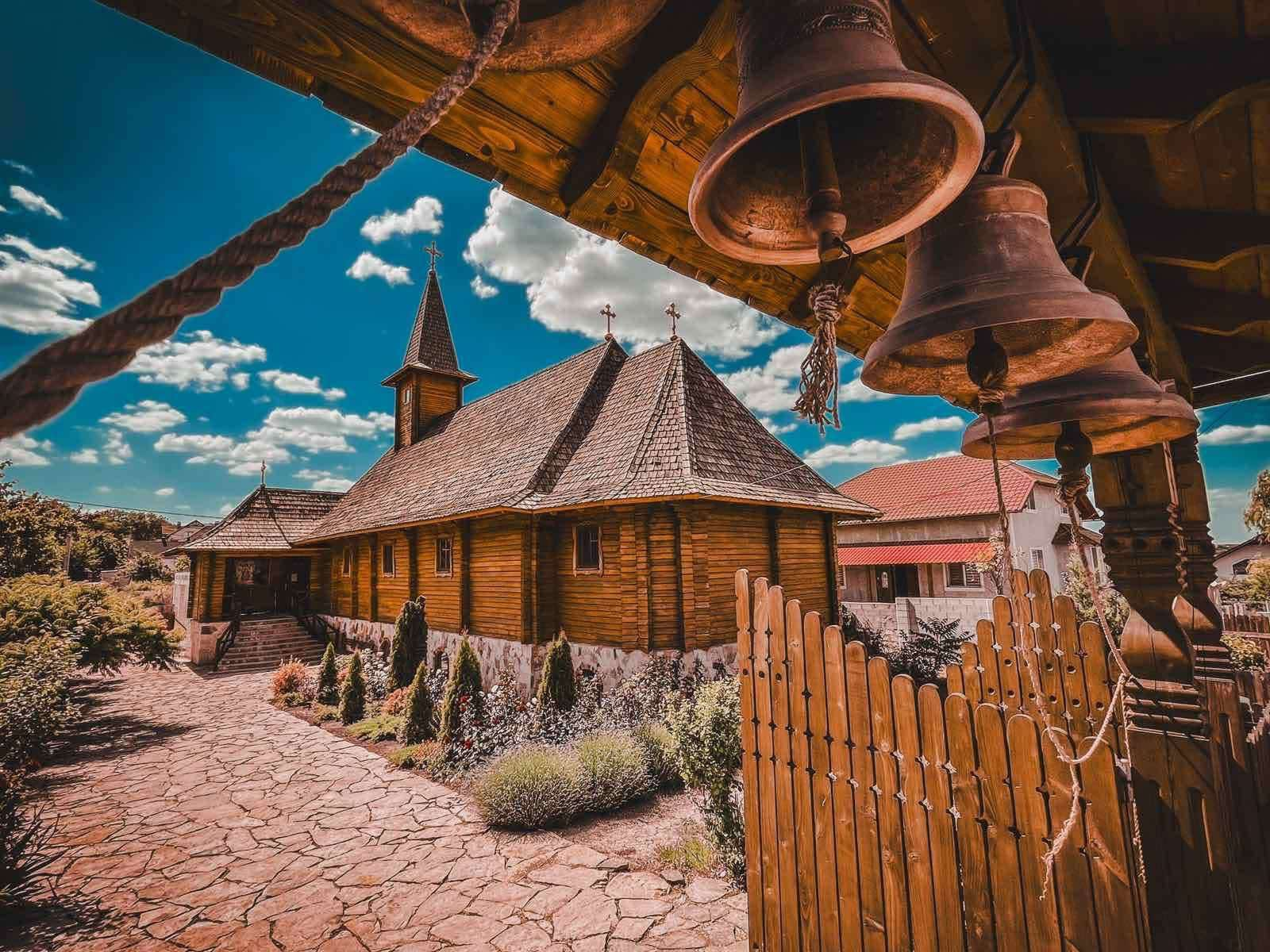
Biserica de lemn din Chișinău, or. Cricova. imagine cu clopotniță.
Biserica de lemn din Chișinău, or. Cricova, intrare principală.
Biserica de lemn din Chișină, or.Cricova interior.
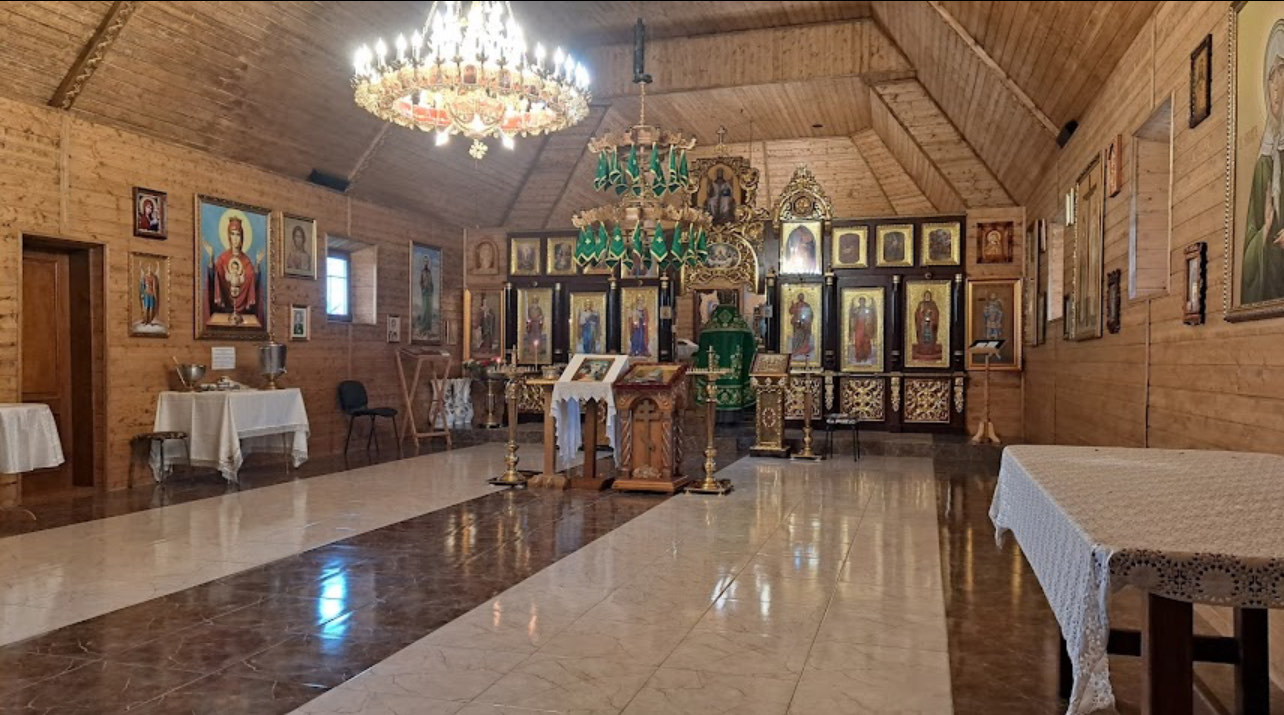
Biserica de lemn din Chișinău, or.Cricova, iconostasul.